# Pulo Bubee
Pulo Bubee is een bestuurslaag in het regentschap Pidie van de provincie Atjeh, Indonesië. Pulo Bubee telt 506 inwoners (volkstelling 2010).